# Abchazisch
Het Abchazisch (аԥсуа бызшәа, aṗsua byzšwa) is een Abchazisch-Adygese taal, die wordt gesproken in Abchazië.

## Verspreiding
De taal wordt gebruikt in Abchazië, een de facto onafhankelijke staat in de Zuidelijke Kaukasus, dat door het grootste deel van de internationale gemeenschap de jure als een autonoom deel van Georgië wordt gezien. Daarnaast wordt de taal ook gesproken door de Abchazische diaspora, die zich vooral in Turkije bevindt. Het Abchazisch wordt beschouwd als een potentieel bedreigde taal, omdat in de publieke sfeer in Abchazië veelal Russisch als voertaal wordt gebruikt.

## Verwantschap
Abchazisch is nauw verwant aan het Abazijns, een taal die wordt gesproken in de Russische deelrepubliek Karatsjaj-Tsjerkessië. Hogerop is de taal ook verwant aan het Adygees, het Kabardijns en het uitgestorven Oebychs. Ze vormen samen de Abchazisch-Adygese taalfamilie.

## Spraakkunst
Abchazisch is een polysynthetische en agglutinerende taal. De Abchazische zinsbouw is ergatief-absolutief en er zijn twee naamvallen (instrumentalis en adverbialis). De vervoeging van het werkwoord is bijzonder complex.

## Klankleer
|             |             | labiaal | alveolaar | alveolaar | palato- alveolaar | palato- alveolaar | alveolo- palataal | alveolo- palataal | retro- flex | velaar | velaar | velaar | uvulaar | uvulaar | uvulaar     | uvulaar | uvulaar | faryngaal | faryngaal |
| —           | lab.        | labiaal | —         | lab.      | —                 | lab.              | pal.              | —                 | retro- flex | lab.   | pal.   | —      | lab.    | far.    | lab. + far. | —       | lab.    |           |           |
| ----------- | ----------- | ------- | --------- | --------- | ----------------- | ----------------- | ----------------- | ----------------- | ----------- | ------ | ------ | ------ | ------- | ------- | ----------- | ------- | ------- | --------- | --------- |
| nasaal      | nasaal      | m       | n         |           |                   |                   |                   |                   |             |        |        |        |         |         |             |         |         |           |           |
| plosief     | steml.      | pʰ      | tʰ        | tʰʷ       |                   |                   |                   |                   |             | kʰʲ    | kʰ     | kʰʷ    |         |         |             |         |         |           |           |
| plosief     | stemh.      | b       | d         | dʷ        |                   |                   |                   |                   |             | ɡʲ     | ɡ      | ɡʷ     |         |         |             |         |         |           |           |
| plosief     | ejectief    | pʼ      | tʼ        | tʼʷ       |                   |                   |                   |                   |             | kʼʲ    | kʼ     | kʼʷ    | qʼʲ     | qʼ      | qʼʷ         |         |         |           |           |
| affricaat   | steml.      |         | t͡sʰ       |           | t͡ʃʰ               |                   | t͡ɕʰ               | t͡ɕʰʷ              | ʈ͡ʂʰ         |        |        |        |         |         |             |         |         |           |           |
| affricaat   | stemh.      |         | d͡z        |           | d͡ʒ                |                   | d͡ʑ                | d͡ʑʷ               | ɖ͡ʐ          |        |        |        |         |         |             |         |         |           |           |
| affricaat   | ejectief    |         | t͡sʼ       |           | t͡ʃʼ               |                   | t͡ɕʼ               | t͡ɕʼʷ              | ʈ͡ʂʼ         |        |        |        |         |         |             |         |         |           |           |
| fricatief   | steml.      | f       | s         |           | ʃ                 | ʃʷ                | ɕ                 | ɕʷ                | ʂ           |        |        |        | χʲ      | χ       | χʷ          | χˤ      | χˤʷ     | ħ         | ħʷ        |
| fricatief   | stemh.      | v       | z         |           | ʒ                 | ʒʷ                | ʑ                 | ʑʷ                | ʐ           |        |        |        | ʁʲ      | ʁ       | ʁʷ          |         |         |           |           |
| vibrant     | vibrant     |         | r         |           |                   |                   |                   |                   |             |        |        |        |         |         |             |         |         |           |           |
| approximant | approximant |         | l         |           |                   |                   |                   | ɥ                 |             |        |        |        |         |         |             |         |         |           |           |

Klanken die in het groen zijn gemarkeerd, komen alleen voor in het Bzyp en het Sadz. Klanken in het blauw komen alleen voor in het Bzyp.
|          | voor  | centraal | achter |
| -------- | ----- | -------- | ------ |
| gesloten | j ~ i | (ɨ)      | w ~ u  |
| midden   | (e)   | ə        | (o)    |
| open     |       | a        |        |

## Schrift
Abchazisch gebruikt sinds 1862 een aangepaste versie van het cyrillisch schrift. Het eerste alfabet telde 37 letters. Vanaf 1909 werd een alfabet met 55 letters ingevoerd. Tussen 1926 en 1928 werd kort overgeschakeld op het Latijns alfabet. Van 1938 tot 1954 werd het Georgisch alfabet gebruikt. Daarna werd het oorspronkelijke cyrillische alfabet weer in gebruik genomen.
| А а [a]       | Б б [b]     | В в [v]       | Г г [ɡ]       | Гь гь [ɡʲ]    | Гә гә [ɡʷ]  | Ӷ ӷ [ʁ/ɣ]  | Ӷь ӷь [ʁʲ/ɣʲ] |
| Ӷә ӷә [ʁʷ/ɣʷ] | Д д [d]     | Дә дә [dʷ]    | Е е [a/ja]    | Ж ж [ʐ]       | Жь жь [ʒ]   | Жә жә [ʒʷ] | З з [z]       |
| Ӡ ӡ [d͡z]      | Ӡә ӡә [d͡ʑʷ] | И и [j/jɨ/ɨj] | К к [kʼ]      | Кь кь [kʲʼ]   | Кә кә [kʷʼ] | Қ қ [kʰ]   | Қь қь [kʲʰ]   |
| Қә қә [kʷʰ]   | Ҟ ҟ [qʼ]    | Ҟь ҟь [qʲʼ]   | Ҟә ҟә [qʷʼ]   | Л л [l]       | М м [m]     | Н н [n]    | О о [a/wa]    |
| П п [pʼ]      | Ԥ ԥ [pʰ]    | Р р [r]       | С с [s]       | Т т [tʼ]      | Тә тә [tʷʼ] | Ҭ ҭ [tʰ]   | Ҭә ҭә [tʷʰ]   |
| У у [w/wɨ/ɨw] | Ф ф [f]     | Х х [x/χ]     | Хь хь [xʲ/χʲ] | Хә хә [xʷ/χʷ] | Ҳ ҳ [ħ]     | Ҳә ҳә [ħʷ] | Ц ц [t͡sʰ]     |
| Цә цә [t͡ɕʷʰ]  | Ҵ ҵ [t͡sʼ]   | Ҵә ҵә [t͡ɕʷʼ]  | Ч ч [t͡ʃʰ]     | Ҷ ҷ [t͡ʃʼ]     | Ҽ ҽ [t͡ʂʰ]   | Ҿ ҿ [t͡ʂʼ]  | Ш ш [ʂ]       |
| Шь шь [ʃ]     | Шә шә [ʃʷ]  | Ы ы [ɨ]       | Ҩ ҩ [ɥ/ɥˤ]    | Џ џ [d͡ʐ]      | Џь џь [d͡ʒ]  | Ь ь [ʲ]    | Ә ә [ʷ]       |

De letters ⟨ӷ⟩ en ⟨ԥ⟩ worden soms weergegeven als ⟨ҕ⟩ en ⟨ҧ⟩.

## Tekstvoorbeeld
De onderstaande tekst is een uittreksel uit de Universele Verklaring van de Rechten van de Mens in het Abchazisch.
| Nederlands | Abchazisch | Romanisatie |
| --- | --- | --- |
| Alle mensen worden vrij en gelijk in waardigheid en rechten geboren. Zij zijn begiftigd met verstand en geweten, en behoren zich jegens elkander in een geest van broederschap te gedragen. | Дарбанзаалак ауаҩы дшоуп ихы дақәиҭны. Ауаа зегь зинлеи патулеи еиҟароуп. Урҭ ирымоуп ахшыҩи аламыси, дара дарагь аешьеи аешьеи реиԥш еизыҟазароуп. | Darbanzaalak auaòy dšoup ihy dak̦a̋ițny. Auaa zegʹ zinlei patulei eik̄aroup. Urț irymoup ahšyòi alamysi, dara daragʹ aešʹei aešʹei reip̀š eizyk̄azaroup. |